# Демидов Володимир Олексійович
Володимир Олексійович Демидов (рос. Владимир Алексеевич Демидов; 28 липня 1913, Житомир — 16 листопада 1980, Київ) — радянський військовий льотчик, Герой Радянського Союзу, в роки німецько-радянської війни командир авіаційної ескадрильї 7-го гвардійського ордена Леніна штурмового авіаційного полку 230-ї штурмової авіаційної дивізії 4-ї повітряної армії 2-го Білоруського фронту.

## Біографія
Народився 28 липня 1913 року в Житомирі у родині робітника. Росіянин. Член ВЛКСМ з 1935 року. З 1931 року по 1934 рік був робітником Житомирського цегельного заводу. У 1934 році заочно закінчив Житомирський технікум механічної обробки деревини.
У травні 1934 року призваний до лав Червоної Армії. У 1937 році закінчив військово-авіаційну школу, потім курси удосконалення комскладу. Учасник радянсько-фінської війни 1939—1940 років.
У боях німецько-радянської війни з червня 1941 року. Воював на Закавказькому, Північно-Кавказькому, 4-му Українському і 2-му Білоруському фронтах. Був двічі поранений.
До квітня 1944 року гвардії капітан В. О. Демидов зробив 89 бойових вильотів, збив 1 літак, підбив і знищив десятки танків і автомашин, потопив два катери і дві баржі, знищив багато живої сили противника.
| Могила Володимира Демидова  |
| Портрет Володимира Демидова |

Указом Президії Верховної Ради СРСР від 26 жовтня 1944 року за героїзм і мужність, проявлені при виконанні бойових завдань командування гвардії капітану Володимиру Олексійовичу Демидову присвоєно звання Героя Радянського Союзу з врученням ордена Леніна і медалі «Золота Зірка» (№ 4516).
У 1945 році закінчив вищі офіцерські льотно-тактичні курси. З серпня 1946 майор В. О. Демидов у відставці. З 1979 року на заслуженому відпочинку. Жив у Києві. Помер 16 листопада 1980 року. Похований у Києві на Лук'янівському військовому кладовищі.

## Нагороди
Нагороджений орденом Леніна, трьома орденами Червоного Прапора, орденом Вітчизняної війни 1-го ступеня, медалями.

## У мистецтві
У 1947 році художник Сергій Єржиковський написав портрет Володимира Демидова.